# Ferdinandy család

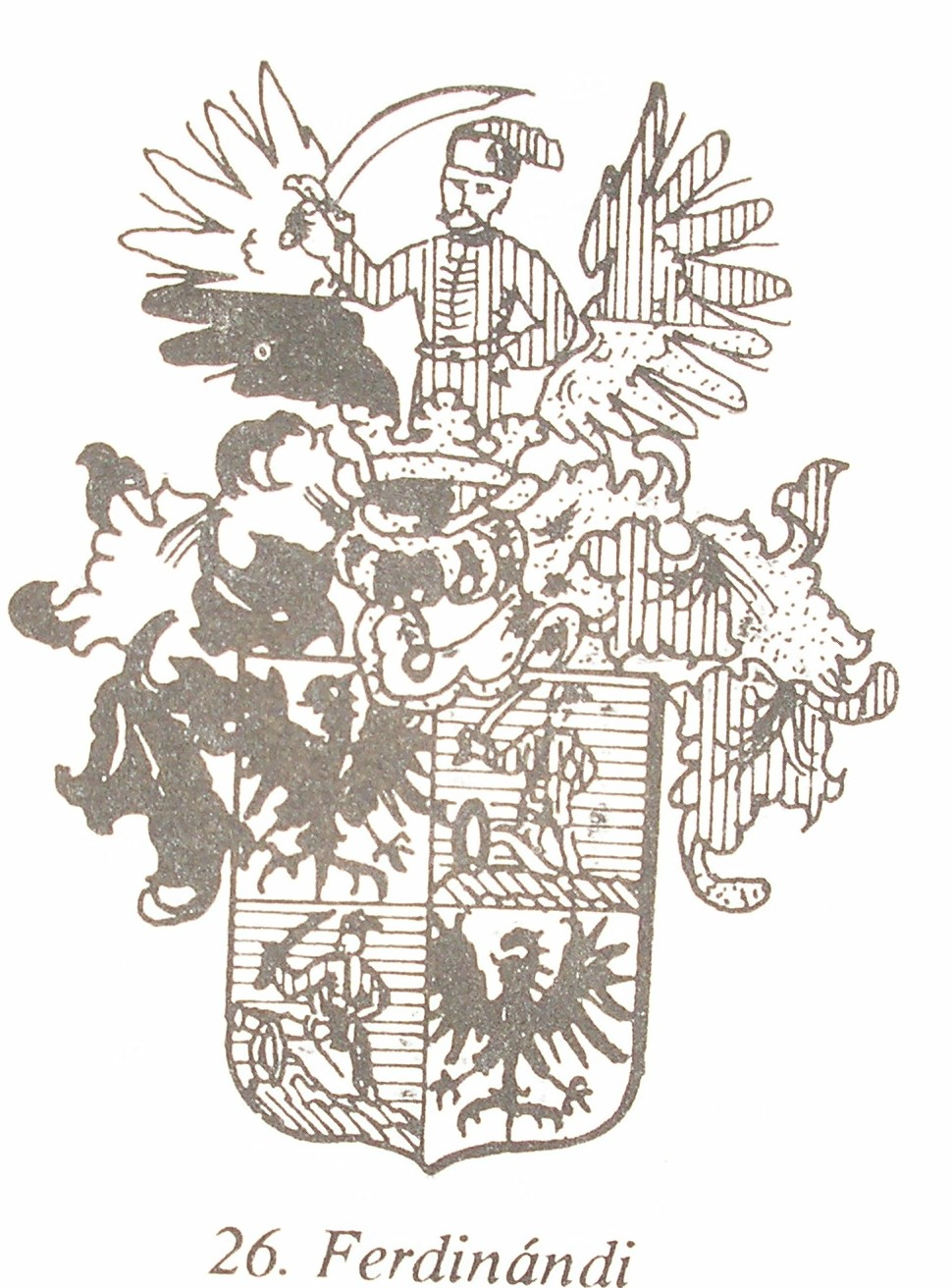
A család címere

A hidasnémeti Ferdinandy  család a XVIII. század végén nyert nemesi címet. A családból neves írók (például Ferdinandy Mihály, Ferdinandy György) és politikusok (Ferdinandy Gyula, Ferdinandy Gejza) kerültek ki.

## A család története
A Ferdinandy család a nemességét 1794. május 12-én szerezte I. Ferenc magyar királytól Cateanban. 1901. március 11.-én Ferdinandy István földbirtokos, Ferdinandy Béla nyugalmazott miniszteri titkár, Ferdinandy Géza miniszteri segédtitkár, Ferdinandy Bertalan miniszteri segédtitkár és Ferdinandy Gyula, tornai járási szolgabíró, a "hidasnémeti" nemesi előnevet szerezték I. Ferenc József magyar királytól.

## A család leszármazasi táblája

### A nemességet szerző és gyermekei
A nemességet kapott idősebb Ferdinandy Mihálynak és Szalay Krisztinának gyermekei:
- Mihály
- Ignác
- Katalin (Jekelfalussy László felesége)
- Franciska (Papp István felesége)
- Krisztina

A Idősebb Ferdinandy Mihály és Szalay Krisztina fia, ifjabb Ferdinandy Mihály (Chotin, 1789 - Hidasnémeti, 1846) 1838-ban Abaúj vármegyében adószedő volt. 
Felesége daruvári Kacskovics Anna volt (meghalt: 1873. június 22-én, 72 évesen), gyermekeik:
- Bertalan (1821 - 1894. augusztus 28.) (Lásd lentebb)
- Lujza (Hidasnémeti, 1824. augusztus 19. - Pécel, 1906. szeptember 10.)[4][5] akinek első férje Dubek Nándor, második férje pedig Melichar János volt.
- Krisztina (meghalt: 1868. február 27.) Terbócs Károly felesége. Kassán érte a halál 40 évesen, de holttestét hazavitették Hidasnémetibe.
- Anna, aki Lehoczky József felesége volt. Budapesten halt meg 1885. július 20-án. A 49 évesen tüdőgyulladásban elhunyt asszonyt testvéréhez hasonlóan Hidasnémetiben temették el.
- István (1839 - 1915. augusztus 27.), aki 1860-ban a kassai, majd csereháti járásban esküdt, később a kassai járás alszolgabírája volt. 1883-ban a kassai járás országgyűlési képviselője. Később főszolgabíróként működött. Utolsó éveiben a Tornyosnémeti anyakönyvi kerület anyakönyvezetője volt. Felesége Báthor Zsófia volt.

### Idősebb hidasnémeti Ferdinandy Bertalan és leszármazottjai
Ferdinandy Mihály és Kacskovics Anna legidősebb gyermeke. 1846-ban Abaúj vármegyei alszolgabíró, 1860-ban a kassai járás főszolgabírája, 1861-ben pedig Abaúj vármegye első alispánja. Ezután Kassa, Eperjes, Bártfa és Kisszeben szabad királyi városok főispánja lett. Tagja volt az 1848/49-es országgyűlésnek, Kossuth Lajos híve volt. A szabadságharc leverése után bebörtönözték (az Újépületben), és 1850-ben halálra ítélték, de Haynau bukása után megkegyelmeztek neki. Első felesége Lánczy Teréz volt (meghalt 1857-ben), második felesége pedig brünwaldi Rozeth Johanna.
 Első feleségétől született gyermekei:
- Ferdinandy Jenő (1848-1886)
- Ferdinandy Berta (1850-1931), aki Villám Arnold miskolci származású huszárhadnagy felesége lett.

Második házasságából született gyermekei:
- Hidasnémeti Ferdinandy Béla (1859-1919) - újságíró, a honvédelmi minisztériumban fogalmazó valamint segédtitkár. Első felesége Magyar Etelka (1865-1937), Magyar Gyula, fővárosi I. kerületi elöljáró lánya volt. Második felesége pilisi Neÿ Angéla, Neÿ Ferenc lánya.

Béla (született 1887) (Magyar Etelkától), biztosítási felügyelő. 1913-1919 között a Földművelési Minisztériumban titkár, később a munkácsi hegyvidéki, majd a zsolnai felvidéki kirendeltségnél dolgozott. Az 1920-as évek elején kezdett újságírói tevékenységbe, Budapesten. 1928-ban az újonnan alakult Országos Társadalombiztosító Intézet (OTI) segédfogalmazója lett, 1944-ben már II. osztályú biztosítási felügyelő.
Mihály (1912-1993), író, történész, egyetemi lektor (Neÿ Angélától)
- Hidasnémeti Ferdinandy Gejza (1864 - 1924) - jogtudós, egyetemi tanár.
 Felesége Bencsik Izabella, gyermekeik:

László (1895-1973), író, ügyvéd
Géza (1902-1950), gépészmérnök, műszaki tanácsos
István (1905-?)
- Hidasnémeti Ferdinandy Bertalan (1868-1936), miniszteri tanácsos, felesége Hausner Friderika(†Budapest, 1932. április 17., élete 51. évében).[6] Friderika édesanyja Magyar Irma (1859-1936) volt, szintén Magyar Gyula, fővárosi I. kerületi elöljáró leánya[7] Gyermekeik:

György (1904-1974), orvos, író. Az író Ferdinandy György édesapja.
Sára (1905-1912)
Margit (1910-1982)
Anna  (1912-1995)
- Hidasnémeti Ferdinandy Gyula (1873-1960) - igazságügyi miniszter, belügyminiszter. Felesége Sziklay Klára, akitől két lánya született:

Ferdinandy Ilona (1901-1987), Dr. Cseke György (1902-1975), ügyész neje .
Ferdinandy Klára (1902-?), Benedicty Béla földbirtokos neje.

## A család címere
Ezüstben és vörösben négyelt pajzs, melynek első és negyedik mezejében egy-egy fekete sas, a másodikban és harmadikban zöld halmon egy vörös ruhás férfi, kezében karddal látható egy kerekes ágyú mögött  jobbjában kardot tart. Sisakdisz: két nyitott szárny; az egyik félig ezüst és fekete, a másik pedig félig vörös és arany. A kitárt szárnyak között ugyanazon alak látható, aki a második és harmadik mezőben is. Takarók: fekete-ezüst és vörös-arany.